# Campeonato Asiático de Ginástica Artística de 2024
O Campeonato Asiático de Ginástica Artística de 2024 será realizado de 16 a 26 de maio de 2024 em Tashkent, Uzbequistão. As competições masculinas e femininas foram realizadas em datas diferentes. As provas masculinas acontecerão de 16 a 19 de maio, e as provas femininas serão realizadas de 24 a 26 de maio.
A competição servirá como evento de qualificação para os Jogos Olímpicos de 2024 em Paris.

## Países participantes
- Arábia Saudita
- Bangladesh
- Catar
- Cazaquistão
- China
- Coreia do Norte
- Coreia do Sul
- Filipinas
- Hong Kong
- Índia
- Irã
- Jordânia
- Malásia
- Mongólia
- Quirguistão
- Singapura
- Síria
- Sri Lanka
- Tailândia
- Taipé Chinesa
- Uzbequistão
- Vietnã

## Medalhistas

### Sênior
| Masculino           |                                                                           | |                                                                                                  |
| Equipes             | China · Yin Dehang · Tian Hao · Xie Chenyi · Yang Yanzhi · Liao Jialei    | Uzbequistão · Abdulla Azimov · Utkirbek Juraev · Abdulaziz Mirvaliev · Rasuljon Abdurakhimov · Khabibullo Ergashev | Coreia do Sul Park Seung-ho Kim Jae-ho Moon Geon-yong Lee Jang-won Hur Woong                     |
| Individual geral    | Carlos Yulo                                                               | Milad Karimi | Abdulla Azimov                                                                                   |
| Solo                | Carlos Yulo                                                               | Milad Karimi | Yang Yanzhi                                                                                      |
| Cavalo com alças    | Nariman Kurbanov                                                          | Abdulla Azimov | Ahmad Abu Al-Soud                                                                                |
| Argolas             | Yin Dehang                                                                | Nguyễn Văn Khánh Phong Yang Yanzhi                                                                                 | Não premiado                                                                                     |
| Salto               | Carlos Yulo                                                               | Abdulaziz Mirvaliev                                                                                                | Muhammad Sharul Aimy                                                                             |
| Barras paralelas    | Carlos Yulo                                                               | Yin Dehang | Rasuljon Abdurakhimov                                                                            |
| Barra fixa          | Milad Karimi                                                              | Tian Hao | Liao Jialei                                                                                      |
| Feminino            |                                                                           | |                                                                                                  |
| Equipes             | China · Chen Xinyi · Hu Jiafei · Jin Xiaoxuan · Qin Xinyi · Yang Fanyuwei | Coreia do Norte · Chon Jin-a · Jo Kyong-byol · Jon Jang-mi · Kim Son-hyang · Pak Un-jong                           | Uzbequistão · Lobar Amrillaeva · Dildora Aripova · Odinakhon Robidjonova · Aleksandra Shevchenko |
| Individual geral    | Hu Jiafei                                                                 | Qin Xinyi | Emma Malabuyo                                                                                    |
| Salto               | Dipa Karmakar                                                             | Kim Son-hyang | Jo Kyong-byol                                                                                    |
| Barras assimétricas | Yang Fanyuwei                                                             | Jon Jang-mi | Levi Ruivivar                                                                                    |
| Trave               | Qin Xinyi                                                                 | Chen Xinyi | Kim Son-hyang                                                                                    |
| Solo                | Emma Malabuyo                                                             | Chen Xinyi | Aida Bauyrzhanova                                                                                |

### Juvenil
| Masculino           |                                                                       |                                                                          |                                                                                     |
| Equipes             | China · Hong Yanming · Zheng Ao · Wang Chengcheng · Yang Lanbin       | Japão · Yusei Yoshida · Harutoshi Ochiai · Ryokei Takahashi · Eiju Yasui | Cazaquistão · Altynkhan Temirbek · Nurtan Idrissov · Roman Khegay · Artyom Kovalyov |
| Individual geral    | Hong Yanming                                                          | Yang Lanbin                                                              | Ryokei Takahashi                                                                    |
| Solo                | Roman Khegay Ryokei Takahashi                                         | Não premiado                                                             | Nurtan Idrissov                                                                     |
| Cavalo com alças    | Hong Yanming                                                          | Wang Chengcheng                                                          | Abolfazl Nikkhoo                                                                    |
| Argolas             | Abolfazl Nikkhoo                                                      | Nurtan Idrissov                                                          | Ryokei Takahashi                                                                    |
| Salto               | Eldrew Yulo                                                           | Altynkhan Temirbek                                                       | Sarvar Abulfaizov                                                                   |
| Barras paralelas    | Yang Lanbin                                                           | Zheng Ao                                                                 | Jovi Loh                                                                            |
| Barra fixa          | Eijun Yasui                                                           | Yang Lanbin                                                              | Abolfazl Nikkhoo                                                                    |
| Feminino            |                                                                       |                                                                          |                                                                                     |
| Equipes             | China · Chu Yiming · Qin Ziyue · Li Rongjinyi · Qin Xinyi · Chen Feng | Japão · Rinon Muneta · Asumi Morishita · Yuri Okura · Mito Sumikama      | Coreia do Sul Hwang Seo-hyun An So-yun Lee Sena Lee Inae                            |
| Individual geral    | Rinon Muneta                                                          | Li Rongjinyi                                                             | Yuri Okura                                                                          |
| Salto               | Rinon Muneta                                                          | Mito Sumikama                                                            | Chu Yiming                                                                          |
| Barras assimétricas | Rinon Muneta                                                          | Li Rongjinyi                                                             | Yuri Okura                                                                          |
| Trave               | Hwang Seo-hyun                                                        | Mito Sumikama Amanda Yap                                                 | Nenhum premiado                                                                     |
| Solo                | Yuri Okura                                                            | Li Rongjinyi                                                             | Mito Sumikama                                                                       |

## Quadro de medalhas

### Masculino

#### Geral
*   país anfitrião (Uzbequistão)
| Pos.                | País                | Ouro | Prata | Bronze | Total |
| ------------------- | ------------------- | ---- | ----- | ------ | ----- |
| 1                   | China               | 6    | 7     | 2      | 15    |
| 2                   | Filipinas           | 5    | 0     | 0      | 5     |
| 3                   | Cazaquistão         | 3    | 4     | 2      | 9     |
| 4                   | Japão               | 2    | 1     | 2      | 5     |
| 5                   | Irã                 | 1    | 0     | 2      | 3     |
| 6                   | Uzbequistão         | 0    | 3     | 3      | 6     |
| 7                   | Vietname            | 0    | 1     | 0      | 1     |
| 8                   | Coreia do Sul       | 0    | 0     | 1      | 1     |
| 8                   | Jordânia            | 0    | 0     | 1      | 1     |
| 8                   | Malásia             | 0    | 0     | 1      | 1     |
| 8                   | Singapura           | 0    | 0     | 1      | 1     |
| Total (11 entradas) | Total (11 entradas) | 17   | 16    | 15     | 48    |

#### Sênior
*   país anfitrião (Uzbequistão)
| Pos.               | País               | Ouro | Prata | Bronze | Total |
| ------------------ | ------------------ | ---- | ----- | ------ | ----- |
| 1                  | Filipinas          | 4    | 0     | 0      | 4     |
| 2                  | China              | 2    | 3     | 2      | 7     |
| 3                  | Cazaquistão        | 2    | 2     | 0      | 4     |
| 4                  | Uzbequistão        | 0    | 3     | 2      | 5     |
| 5                  | Vietname           | 0    | 1     | 0      | 1     |
| 6                  | Coreia do Sul      | 0    | 0     | 1      | 1     |
| 6                  | Jordânia           | 0    | 0     | 1      | 1     |
| 6                  | Malásia            | 0    | 0     | 1      | 1     |
| Total (8 entradas) | Total (8 entradas) | 8    | 9     | 7      | 24    |

#### Juvenil
*   país anfitrião (Uzbequistão)
| Pos.               | País               | Ouro | Prata | Bronze | Total |
| ------------------ | ------------------ | ---- | ----- | ------ | ----- |
| 1                  | China              | 4    | 4     | 0      | 8     |
| 2                  | Japão              | 2    | 1     | 2      | 5     |
| 3                  | Cazaquistão        | 1    | 2     | 2      | 5     |
| 4                  | Irã                | 1    | 0     | 2      | 3     |
| 5                  | Filipinas          | 1    | 0     | 0      | 1     |
| 6                  | Singapura          | 0    | 0     | 1      | 1     |
| 6                  | Uzbequistão        | 0    | 0     | 1      | 1     |
| Total (7 entradas) | Total (7 entradas) | 9    | 7     | 8      | 24    |

### Feminino

#### Geral
*   país anfitrião (Uzbequistão)
| Pos.               | País               | Ouro | Prata | Bronze | Total |
| ------------------ | ------------------ | ---- | ----- | ------ | ----- |
| 1                  | China              | 5    | 6     | 1      | 12    |
| 2                  | Japão              | 4    | 3     | 3      | 10    |
| 3                  | Filipinas          | 1    | 0     | 2      | 3     |
| 4                  | Coreia do Sul      | 1    | 0     | 1      | 2     |
| 5                  | Índia              | 1    | 0     | 0      | 1     |
| 6                  | Coreia do Norte    | 0    | 3     | 2      | 5     |
| 7                  | Singapura          | 0    | 1     | 0      | 1     |
| 8                  | Cazaquistão        | 0    | 0     | 1      | 1     |
| 8                  | Uzbequistão        | 0    | 0     | 1      | 1     |
| Total (9 entradas) | Total (9 entradas) | 12   | 13    | 11     | 36    |

#### Sênior
*   país anfitrião (Uzbequistão)
| Pos.               | País               | Ouro | Prata | Bronze | Total |
| ------------------ | ------------------ | ---- | ----- | ------ | ----- |
| 1                  | China              | 4    | 3     | 0      | 7     |
| 2                  | Filipinas          | 1    | 0     | 2      | 3     |
| 3                  | Índia              | 1    | 0     | 0      | 1     |
| 4                  | Coreia do Norte    | 0    | 3     | 2      | 5     |
| 5                  | Cazaquistão        | 0    | 0     | 1      | 1     |
| 5                  | Uzbequistão        | 0    | 0     | 1      | 1     |
| Total (6 entradas) | Total (6 entradas) | 6    | 6     | 6      | 18    |

#### Juvenil
*   país anfitrião (Uzbequistão)
| Pos.               | País               | Ouro | Prata | Bronze | Total |
| ------------------ | ------------------ | ---- | ----- | ------ | ----- |
| 1                  | Japão              | 4    | 3     | 3      | 10    |
| 2                  | China              | 1    | 3     | 1      | 5     |
| 3                  | Coreia do Sul      | 1    | 0     | 1      | 2     |
| 4                  | Singapura          | 0    | 1     | 0      | 1     |
| Total (4 entradas) | Total (4 entradas) | 6    | 7     | 5      | 18    |

## Resultados masculinos

### Sênior

#### Individual geral
| Pos. | Ginasta         |        |        |        |        |        |        | Total  |
| ---- | --------------- | ------ | ------ | ------ | ------ | ------ | ------ | ------ |
| 1    | Carlos Yulo     | 15.233 | 12.866 | 14.033 | 15.433 | 14.233 | 13.500 | 85.298 |
| 2    | Milad Karimi    | 14.700 | 13.600 | 13.266 | 14.600 | 13.933 | 14.533 | 84.632 |
| 3    | Abdulla Azimov  | 13.733 | 14.566 | 12.766 | 14.033 | 13.933 | 13.400 | 82.431 |
| 4    | Yin Dehang      | 13.766 | 13.866 | 13.866 | 13.533 | 14.266 | 12.766 | 82.063 |
| 5    | Utkirbek Juraev | 14.133 | 13.300 | 12.733 | 14.000 | 14.100 | 13.633 | 81.899 |
| 6    | Tian Hao        | 12.466 | 13.833 | 13.133 | 14.333 | 13.100 | 14.633 | 81.498 |
| 7    | Park Seung-ho   | 13.133 | 13.000 | 13.333 | 14.066 | 13.466 | 13.700 | 80.698 |
| 8    | Kim Jae-ho      | 13.466 | 13.033 | 12.933 | 14.166 | 13.500 | 13.433 | 80.531 |

#### Solo
| Pos. | Ginasta                | Nota D | Nota E | Pen.   | Total  |
| ---- | ---------------------- | ------ | ------ | ------ | ------ |
| 1    | Carlos Yulo            | 6.600  | 8.333  | 0.000  | 14.933 |
| 2    | Milad Karimi           | 6.300  | 8.400  | -0.100 | 14.600 |
| 3    | Yang Yanzhi            | 6.100  | 8.100  | 0.000  | 14.200 |
| 4    | John Ivan Cruz         | 5.900  | 8.066  | 0.000  | 13.966 |
| 5    | Dmitriy Patanin        | 5.900  | 8.266  | -0.300 | 13.866 |
| 6    | Abdulaziz Mirvaliev    | 5.600  | 8.166  | 0.000  | 13.766 |
| 7    | Utkirbek Juraev        | 5.400  | 7.900  | -0.300 | 13.000 |
| 8    | Erkhembayar Usukhbayar | 5.400  | 7.833  | -0.500 | 12.733 |

#### Cavalo com alças
| Pos. | Ginasta              | Nota D | Nota E | Pen.  | Total  |
| ---- | -------------------- | ------ | ------ | ----- | ------ |
| 1    | Nariman Kurbanov     | 6.700  | 8.900  | 0.000 | 15.600 |
| 2    | Adbulla Azimov       | 6.100  | 8.533  | 0.000 | 14.633 |
| 3    | Ahmad Abu Al-Soud    | 6.300  | 8.333  | 0.000 | 14.633 |
| 4    | Dang Ngoc Xuan Thien | 6.200  | 8.333  | 0.000 | 14.533 |
| 5    | Tian Hao             | 6.000  | 8.134  | 0.000 | 14.133 |
| 6    | Ahmad Habeeb         | 5.500  | 8.333  | 0.000 | 13.833 |
| 7    | Milad Karimi         | 5.800  | 7.566  | 0.000 | 13.366 |
| 8    | Yin Dehang           | 6.400  | 6.300  | 0.000 | 12.700 |

#### Argolas
| Pos. | Ginasta                   | Nota D | Nota E | Pen.   | Total  |
| ---- | ------------------------- | ------ | ------ | ------ | ------ |
| 1    | Yin Dehang                | 5.800  | 8.400  | 0.000  | 14.200 |
| 2    | Nguyen Van Khanh Phong    | 5.900  | 8.266  | 0.000  | 14.166 |
| 2    | Yang Yanzhi               | 5.900  | 8.266  | 0.000  | 14.166 |
| 4    | Lin Guan-yi               | 5.900  | 8.100  | 0.000  | 14.000 |
| 5    | Mohammadreza Khosronezhad | 5.600  | 8.133  | 0.000  | 13.733 |
| 6    | Carlos Yulo               | 5.600  | 7.933  | 0.000  | 13.533 |
| 7    | Ally Hamuda Abdullah      | 5.500  | 7.733  | 0.000  | 13.233 |
| 8    | Lee Jang-won              | 5.300  | 7.233  | -0.300 | 12.233 |

#### Salto
| Pos. | Ginasta               | Nota D | Nota E | Pen.   | Pont. 1 | Nota D | Nota E | Pen.   | Pont. 2 | Total  |
| ---- | --------------------- | ------ | ------ | ------ | ------- | ------ | ------ | ------ | ------- | ------ |
| 1    | Carlos Yulo           | 6.000  | 9.233  | 0.000  | 15.233  | 5.600  | 8.933  | 0.000  | 14.533  | 14.883 |
| 2    | Abdulaziz Mirvaliev   | 5.200  | 9.333  | 0.000  | 14.533  | 5.600  | 9.433  | 0.000  | 15.033  | 14.783 |
| 3    | Muhammad Sharul Aimy  | 5.200  | 9.233  | 0.000  | 14.433  | 5.200  | 9.300  | 0.000  | 14.500  | 14.466 |
| 4    | Juancho Miguel Besana | 5.600  | 9.000  | 0.000  | 14.600  | 5.200  | 8.600  | -0.100 | 13.700  | 14.150 |
| 5    | Moon Geon-yong        | 5.600  | 9.300  | -0.100 | 14.900  | 4.800  | 7.733  | 0.000  | 12.533  | 13.716 |
| 6    | Trinh Hai Khang       | 5.200  | 8.133  | -0.100 | 13.233  | 5.600  | 8.466  | -0.100 | 13.966  | 13.599 |
| 7    | Ng Ka Ki              | 5.600  | 8.466  | -0.100 | 13.966  | 5.600  | 7.533  | 0.000  | 13.133  | 13.549 |
| 8    | Ng Chun Chen          | 5.600  | 7.800  | -0.300 | 13.100  | 5.600  | 7.666  | 0.000  | 13.266  | 13.183 |

#### Barras paralelas
| Pos. | Ginasta                   | Nota D | Nota E | Pen.  | Total  |
| ---- | ------------------------- | ------ | ------ | ----- | ------ |
| 1    | Carlos Yulo               | 6.300  | 8.833  | 0.000 | 15.133 |
| 2    | Yin Dehang                | 6.400  | 8.633  | 0.000 | 15.033 |
| 3    | ' Rasuljon Abdurakhimov   | 5.900  | 8.966  | 0.000 | 14.866 |
| 4    | Pak Song-hyok             | 6.300  | 8.466  | 0.000 | 14.766 |
| 5    | Xie Chenyi                | 6.200  | 8.266  | 0.000 | 14.466 |
| 6    | Van Vi Luong              | 5.400  | 8.400  | 0.000 | 13.800 |
| 7    | Mohammadreza Khosronezhad | 4.600  | 9.133  | 0.000 | 13.733 |
| 8    | Utkirbek Juraev           | 5.600  | 8.133  | 0.000 | 13.733 |

#### Barra fixa
| Pos. | Ginasta         | Nota D | Nota E | Pen.  | Total  |
| ---- | --------------- | ------ | ------ | ----- | ------ |
| 1    | Milad Karimi    | 6.600  | 8.433  | 0.000 | 15.033 |
| 2    | Tian Hao        | 6.300  | 8.000  | 0.000 | 14.300 |
| 3    | Liao Jialei     | 6.100  | 7.700  | 0.000 | 13.800 |
| 4    | Carlos Yulo     | 5.400  | 8.033  | 0.000 | 13.433 |
| 5    | Kim Jae-ho      | 5.000  | 8.400  | 0.000 | 13.400 |
| 6    | Abdulla Azimov  | 4.900  | 8.466  | 0.000 | 13.366 |
| 7    | Utkirbek Juraev | 4.400  | 8.933  | 0.000 | 13.333 |
| 8    | Park Seung-ho   | 4.700  | 7.533  | 0.000 | 12.233 |

### Juvenil

#### Individual geral
| Pos. | Ginasta                |        |        |        |        |        |        | Total  |
| ---- | ---------------------- | ------ | ------ | ------ | ------ | ------ | ------ | ------ |
| 1    | Hong Yanming           | 13.166 | 14.466 | 13.000 | 14.100 | 13.266 | 12.333 | 80.331 |
| 2    | Yang Lanbin            | 13.100 | 12.766 | 12.666 | 14.266 | 13.766 | 13.300 | 79.864 |
| 3    | Ryokei Takahashi       | 13.333 | 11.533 | 13.033 | 14.100 | 12.900 | 13.500 | 78.399 |
| 4    | Eijun Yasui            | 12.300 | 12.533 | 13.200 | 14.000 | 13.000 | 13.000 | 78.033 |
| 5    | Abolfazl Nikkhoualamsh | 13.066 | 12.666 | 13.233 | 13.133 | 12.533 | 13.166 | 77.797 |
| 6    | Nurtan Idrissov        | 13.200 | 11.800 | 12.766 | 14.033 | 13.533 | 12.366 | 77.698 |
| 7    | Kim Tae-yang           | 13.233 | 12.433 | 12.666 | 13.333 | 12.433 | 12.200 | 76.298 |
| 8    | Roman Khegay           | 13.400 | 12.800 | 12.166 | 13.833 | 12.400 | 11.433 | 76.032 |

#### Solo
| Pos. | Ginasta           | Nota D | Nota E | Pen.   | Total  |
| ---- | ----------------- | ------ | ------ | ------ | ------ |
| 1    | Ryokei Takahashi  | 4.900  | 8.566  | 0.000  | 13.466 |
| 1    | Roman Khegay      | 4.900  | 8.566  | 0.000  | 13.466 |
| 3    | Nurtan Idrissov   | 5.100  | 8.333  | 0.000  | 13.433 |
| 4    | Wang Chengcheng   | 4.600  | 8.733  | 0.000  | 13.333 |
| 5    | Sarvar Abulfaizov | 4.800  | 8.333  | 0.000  | 13.133 |
| 6    | Kim Tae-yang      | 4.700  | 8.333  | 0.000  | 13.033 |
| 7    | Hong Yanming      | 4.500  | 8.433  | 0.000  | 12.933 |
| 8    | Kim Seung-bin     | 4.800  | 7.366  | -0.300 | 11.866 |

#### Cavalo com alças
| Pos. | Ginasta                | Nota D | Nota E | Pen.  | Total  |
| ---- | ---------------------- | ------ | ------ | ----- | ------ |
| 1    | Hong Yanming           | 5.600  | 8.800  | 0.000 | 14.400 |
| 2    | Wang Chengcheng        | 5.000  | 8.633  | 0.000 | 13.633 |
| 3    | Abolfazl Nikkhoualamsh | 4.300  | 9.033  | 0.000 | 13.333 |
| 4    | Roman Khegay           | 4.500  | 8.666  | 0.000 | 13.166 |
| 5    | Vo Hoang Phi Ho        | 4.500  | 8.000  | 0.000 | 12.500 |
| 6    | Hsiao Yu-lun           | 3.800  | 8.633  | 0.000 | 12.433 |
| 7    | Artyom Kovalyov        | 4.900  | 6.266  | 0.000 | 11.166 |
| 8    | Eijun Yasui            | 4.300  | 5.700  | 0.000 | 10.000 |

#### Argolas
| Pos. | Ginasta                 | Nota D | Nota E | Pen.  | Total  |
| ---- | ----------------------- | ------ | ------ | ----- | ------ |
| 1    | Abolfazl Nikkhoualamsh  | 4.300  | 8.800  | 0.000 | 13.100 |
| 2    | Nurtan Idrissov         | 4.500  | 8.600  | 0.000 | 13.100 |
| 3    | Ryokei Takahashi        | 4.700  | 8.400  | 0.000 | 13.100 |
| 4    | Eijun Yasui             | 4.400  | 8.666  | 0.000 | 13.066 |
| 5    | Hong Yanming            | 4.200  | 8.833  | 0.000 | 13.033 |
| 6    | Aliasghar Abbasiroushan | 4.500  | 8.466  | 0.000 | 12.966 |
| 7    | Sarvar Abulfaizov       | 3.900  | 8.866  | 0.000 | 12.766 |
| 8    | Zheng Ao                | 3.900  | 8.766  | 0.000 | 12.666 |

#### Salto
| Pos. | Ginasta            | Nota D | Nota E | Pen.   | Pont. 1 | Nota D | Nota E | Pen.   | Pont. 2 | Total  |
| ---- | ------------------ | ------ | ------ | ------ | ------- | ------ | ------ | ------ | ------- | ------ |
| 1    | Eldrew Yulo        | 5.200  | 9.500  | -0.300 | 14.400  | 4.800  | 9.366  | 0.000  | 14.166  | 14.283 |
| 2    | Altynkhan Temirbek | 5.200  | 9.200  | 0.000  | 14.400  | 5.200  | 8.766  | 0.000  | 13.966  | 14.183 |
| 3    | Sarvar Abulfaizov  | 4.800  | 9.133  | 0.000  | 13.933  | 4.000  | 9.600  | 0.000  | 13.600  | 13.766 |
| 4    | Nurtan Idrissov    | 5.200  | 8.300  | 0.000  | 13.500  | 4.800  | 9.166  | 0.000  | 13.966  | 13.733 |
| 5    | Zaid Al-Khalidi    | 4.800  | 9.133  | 0.000  | 13.933  | 4.000  | 9.233  | 0.000  | 13.233  | 13.583 |
| 6    | Wang Chengcheng    | 5.200  | 8.700  | -0.300 | 13.600  | 4.000  | 9.266  | 0.000  | 13.266  | 13.433 |
| 7    | Cheung Ching       | 5.200  | 7.666  | 0.000  | 12.866  | 4.800  | 7.600  | -0.300 | 12.100  | 12.483 |
| 8    | Shuhratjon Erkinov | 4.000  | 8.933  | 0.000  | 12.933  | 4.400  | 7.666  | -0.300 | 11.766  | 12.349 |

#### Barras paralelas
| Pos. | Ginasta            | Nota D | Nota E | Pen.  | Total  |
| ---- | ------------------ | ------ | ------ | ----- | ------ |
| 1    | Yang Lanbin        | 4.700  | 9.233  | 0.000 | 13.933 |
| 2    | Zheng Ao           | 4.700  | 8.933  | 0.000 | 13.633 |
| 3    | Jovi Loh           | 4.500  | 8.866  | 0.000 | 13.366 |
| 4    | Nurtan Idrissov    | 4.500  | 8.766  | 0.000 | 13.266 |
| 5    | Eijun Yasui        | 4.700  | 8.500  | 0.000 | 13.200 |
| 6    | Ryokei Takahashi   | 4.400  | 8.533  | 0.000 | 12.933 |
| 7    | Mansur Rahmatov    | 3.900  | 8.800  | 0.000 | 12.700 |
| 8    | Altynkhan Temirbek | 4.000  | 7.733  | 0.000 | 11.733 |

#### Barra fixa
| Pos. | Ginasta                 | Nota D | Nota E | Pen.  | Total  |
| ---- | ----------------------- | ------ | ------ | ----- | ------ |
| 1    | Eijun Yasui             | 4.700  | 8.833  | 0.000 | 13.533 |
| 2    | Yang Lanbin             | 4.500  | 8.800  | 0.000 | 13.300 |
| 3    | Abolfazl Nikkhoualamsh  | 4.300  | 8.733  | 0.000 | 13.033 |
| 4    | Zheng Ao                | 4.200  | 8.800  | 0.000 | 13.000 |
| 5    | Amirmohammad Rahmanizou | 4.100  | 8.566  | 0.000 | 12.666 |
| 6    | Nguyen Tran Dai Kim     | 4.400  | 8.233  | 0.000 | 12.633 |
| 7    | Hsiao Yu-lun            | 3.700  | 8.466  | 0.000 | 12.166 |
| 8    | Ryokei Takahashi        | 4.400  | 7.466  | 0.000 | 11.866 |

## Resultados femininos

### Sênior

#### Individual geral
| Pos. | Ginasta           |        |        |        |        | Total  |
| ---- | ----------------- | ------ | ------ | ------ | ------ | ------ |
| 1    | Hu Jiafei         | 12.533 | 13.800 | 12.500 | 11.866 | 50.699 |
| 2    | Qin Xinyi         | 11.733 | 12.133 | 13.700 | 13.000 | 50.566 |
| 3    | Emma Malabuyo     | 13.033 | 11.466 | 12.566 | 13.333 | 50.398 |
| 4    | Aida Bauyrzhanova | 12.966 | 11.633 | 12.700 | 13.066 | 50.365 |
| –    | Jin Xiaoxuan      | 13.000 | 12.100 | 12.533 | 12.633 | 50.266 |
| 5    | Liao Yi-chun      | 13.066 | 11.400 | 11.766 | 13.000 | 49.232 |
| 6    | Levi Ruivivar     | 12.700 | 12.800 | 11.166 | 12.500 | 49.166 |
| 7    | Lim Sumin         | 13.033 | 11.300 | 11.800 | 12.966 | 49.099 |

#### Salto
| Pos. | Ginasta              | Nota D | Nota E | Pen. | Pont. 1 | Nota D | Nota E | Pen. | Pont. 2 | Total  |
| ---- | -------------------- | ------ | ------ | ---- | ------- | ------ | ------ | ---- | ------- | ------ |
| 1    | Dipa Karmakar        | 5.2    | 8.466  | –0.1 | 13.566  | 5.0    | 8.666  | –0.1 | 13.566  | 13.566 |
| 2    | Kim Son-hyang        | 5.0    | 8.500  | –0.3 | 13.200  | 5.4    | 8.333  |      | 13.733  | 13.466 |
| 3    | Jo Kyong-byol        | 5.0    | 8.366  |      | 13.366  | 4.0    | 8.566  |      | 12.566  | 12.966 |
| 4    | Nguyen Thi Quynh Nhu | 4.4    | 8.700  |      | 13.100  | 4.0    | 8.700  |      | 12.700  | 12.900 |
| 5    | Liao Yi-chun         | 4.2    | 8.633  |      | 12.833  | 3.8    | 8.666  |      | 12.466  | 12.649 |
| 6    | Huang Tzu-hsing      | 4.2    | 8.366  |      | 12.566  | 4.0    | 8.500  |      | 12.500  | 12.533 |
| 7    | Darya Yassinskaya    | 4.0    | 8.666  |      | 12.666  | 4.6    | 7.733  |      | 12.333  | 12.449 |
| 8    | Lim Sumin            | 4.2    | 8.700  |      | 12.900  | 3.4    | 8.466  |      | 11.866  | 12.383 |

#### Barras assimétricas
| Pos. | Ginasta               | Nota D | Nota E | Pen. | Total  |
| ---- | --------------------- | ------ | ------ | ---- | ------ |
| 1    | Yang Fanyuwei         | 6.4    | 8.166  |      | 14.566 |
| 2    | Jon Jang-mi           | 6.0    | 7.366  |      | 13.366 |
| 3    | Levi Ruivivar         | 5.6    | 7.500  |      | 13.100 |
| 4    | Jo Kyong-byol         | 5.9    | 7.066  |      | 12.966 |
| 5    | Oh Soseon             | 5.1    | 7.766  |      | 12.866 |
| 6    | Hu Jiafei             | 6.2    | 6.633  |      | 12.833 |
| 7    | Dildora Aripova       | 5.1    | 7.666  |      | 12.766 |
| 8    | Aleksandra Shevchenko | 4.0    | 7.866  |      | 11.866 |

#### Trave
| Pos. | Ginasta           | Nota D | Nota E | Pen. | Total  |
| ---- | ----------------- | ------ | ------ | ---- | ------ |
| 1    | Qin Xinyi         | 6.0    | 7.900  | –0.1 | 13.800 |
| 2    | Chen Xinyi        | 5.8    | 7.900  |      | 13.700 |
| 3    | Kim Son-hyang     | 5.4    | 7.766  |      | 13.166 |
| 4    | Pak Un-jong       | 5.9    | 7.100  |      | 13.000 |
| 5    | Dildora Aripova   | 5.0    | 7.500  |      | 12.500 |
| 6    | Ting Hua-tien     | 5.3    | 7.166  |      | 12.466 |
| 7    | Park Naoyoung     | 5.4    | 6.766  |      | 12.166 |
| 8    | Aida Bauyrzhanova | 5.0    | 6.766  |      | 11.766 |

#### Solo
| Pos. | Ginasta               | Nota D | Nota E | Pen. | Total  |
| ---- | --------------------- | ------ | ------ | ---- | ------ |
| 1    | Emma Malabuyo         | 5.1    | 8.200  |      | 13.300 |
| 2    | Chen Xinyi            | 5.6    | 7.533  |      | 13.133 |
| 3    | Aida Bauyrzhanova     | 5.0    | 8.066  |      | 13.066 |
| 4    | Pak Un-jong           | 5.3    | 7.533  |      | 12.833 |
| 5    | Aleksandra Shevchenko | 5.3    | 7.600  | –0.1 | 12.800 |
| 6    | Liao Yi-chun          | 5.0    | 7.666  |      | 12.666 |
| 7    | Qin Xinyi             | 4.8    | 7.733  | –0.1 | 12.433 |
| 8    | Lim Sumin             | 4.9    | 7.100  |      | 12.000 |

### Juvenil

#### Individual geral
| Pos. | Ginasta        |        |        |        |        | Total  |
| ---- | -------------- | ------ | ------ | ------ | ------ | ------ |
| 1    | Rinon Muneta   | 13.466 | 12.933 | 13.133 | 12.466 | 51.998 |
| 2    | Li Rongjinyi   | 12.700 | 13.433 | 12.833 | 12.766 | 51.732 |
| 3    | Yuri Okura     | 12.766 | 12.733 | 12.366 | 12.533 | 50.398 |
| 4    | Chu Yiming     | 13.000 | 12.133 | 12.766 | 12.366 | 50.265 |
| 5    | Hwang Seo-hyun | 11.966 | 10.833 | 14.100 | 11.900 | 48.799 |
| 6    | An So-yun      | 12.166 | 11.433 | 12.466 | 11.366 | 47.431 |
| 7    | Amanda Yap     | 12.366 | 10.200 | 12.433 | 12.166 | 47.165 |
| 8    | Han Hyo-gum    | 11.866 | 10.533 | 13.133 | 11.566 | 47.098 |

#### Salto
| Pos. | Ginasta            | Nota D | Nota E | Pen. | Pont. 1 | Nota D | Nota E | Pen. | Pont. 2 | Total  |
| ---- | ------------------ | ------ | ------ | ---- | ------- | ------ | ------ | ---- | ------- | ------ |
| 1    | Rinon Muneta       | 4.8    | 8.866  |      | 13.666  | 4.4    | 8.733  |      | 13.133  | 13.399 |
| 2    | Mito Sumikama      | 4.4    | 8.933  |      | 13.333  | 3.8    | 8.833  |      | 12.633  | 12.983 |
| 3    | Chu Yiming         | 4.4    | 8.533  |      | 12.933  | 3.8    | 8.666  |      | 12.466  | 12.699 |
| 4    | Evelina Yezhova    | 3.8    | 8.800  |      | 12.600  | 3.4    | 8.633  |      | 12.033  | 12.316 |
| 5    | Ameli Mukusheva    | 3.6    | 8.733  |      | 12.333  | 3.4    | 8.700  |      | 12.100  | 12.216 |
| 6    | Milana Gaynulina   | 3.6    | 8.500  |      | 12.100  | 3.4    | 8.633  |      | 12.033  | 12.066 |
| 7    | An So-yun          | 3.2    | 8.633  |      | 11.833  | 3.4    | 8.466  |      | 11.866  | 11.849 |
| 8    | Lau Karina Cheukgi | 3.4    | 8.566  |      | 11.966  | 3.2    | 8.466  |      | 11.666  | 11.816 |

### Barras assimétricas
| Pos. | Ginasta          | Nota D | Nota E | Pen. | Total  |
| ---- | ---------------- | ------ | ------ | ---- | ------ |
| 1    | Rinon Muneta     | 5.3    | 7.833  |      | 13.133 |
| 2    | Li Rongjinyi     | 5.1    | 7.833  |      | 12.933 |
| 3    | Yuri Okura       | 4.6    | 8.166  |      | 12.766 |
| 4    | Chen Feng        | 5.4    | 6.833  |      | 12.233 |
| 5    | Wu Yu-jhih       | 4.1    | 6.933  |      | 11.033 |
| 6    | An So-yun        | 4.2    | 5.966  |      | 10.166 |
| 7    | Lee Sena         | 4.7    | 5.133  |      | 9.833  |
| 8    | Milana Gaynulina | 3.5    | 6.066  |      | 9.566  |

#### Trave
| Pos. | Ginasta        | Nota D | Nota E | Pen. | Total  |
| ---- | -------------- | ------ | ------ | ---- | ------ |
| 1    | Hwang Seo-hyun | 5.9    | 8.266  |      | 14.166 |
| 2    | Amanda Yap     | 4.6    | 8.200  |      | 12.800 |
| 2    | Mito Sumikama  | 5.0    | 7.800  |      | 12.800 |
| 4    | Rinon Muneta   | 5.3    | 7.400  |      | 12.700 |
| 5    | Han Hyo-gum    | 5.4    | 7.100  |      | 12.600 |
| 6    | Li Rongjinyi   | 5.7    | 6.500  |      | 12.200 |
| 7    | Chu Yiming     | 5.1    | 6.900  |      | 12.000 |
| 8    | An So-yun      | 4.9    | 6.466  |      | 11.366 |

#### Solo
| Pos. | Ginasta        | Nota D | Nota E | Pen. | Total  |
| ---- | -------------- | ------ | ------ | ---- | ------ |
| 1    | Yuri Okura     | 5.1    | 8.033  |      | 13.133 |
| 2    | Li Rongjinyi   | 4.9    | 8.066  |      | 12.966 |
| 3    | Mito Sumikama  | 4.9    | 7.900  |      | 12.800 |
| 4    | Hwang Seo-hyun | 5.0    | 7.833  |      | 12.733 |
| 5    | Colleen Hong   | 4.4    | 8.066  |      | 12.466 |
| 6    | Wang Tz-chin   | 4.4    | 7.500  |      | 11.900 |
| 7    | Qin Ziyue      | 5.0    | 6.666  |      | 11.666 |
| 8    | Amanda Yap     | 4.5    | 6.833  |      | 11.333 |